# Bordères-sur-l'Échez
Bordères-sur-l'Échez è un comune francese di 4 311 abitanti situato nel dipartimento degli Alti Pirenei nella regione dell'Occitania.

## Società

### Evoluzione demografica
Abitanti censiti